# Gutter Rainbows
Albums de Talib Kweli
Revolutions Per Minute
(2010) Habits of the Heart
(2011)
Gutter Rainbows est le cinquième album studio de Talib Kweli, sorti le 25 janvier 2011.
À l'origine, il était prévu d'être diffusé uniquement en téléchargement légal. Cependant, le label Duck Down Records a commercialisé l'album en CD.
L'opus s'est classé 4e au Top Independent Albums, 5e au Top Rap Albums, 7e au Top Digital Albums et au Top R&B/Hip-Hop Albums et 29e au Billboard 200. Dès la première semaine, l'album s'est écoulé à 13 900 copies aux États-Unis.

## Liste des titres
| No  | Titre                                                              | Contient un (des) sample(s) de                                                               | Durée |
| --- | ------------------------------------------------------------------ | -------------------------------------------------------------------------------------------- | ----- |
| 1.  | After the Rain (Produit par 88-Keys)                               |                                                                                              | 1:27  |
| 2.  | Gutter Rainbows (Produit par M-Phazes)                             | No Love in the Room de The 5th Dimension                                                     | 4:11  |
| 3.  | So Low (Produit par Shuko)                                         | Sometimes des Noisettes                                                                      | 3:15  |
| 4.  | Palookas (featuring Sean Price – Produit par Marco Polo)           |                                                                                              | 3:58  |
| 5.  | Mr. International (featuring Nigel Hall – Produit par S1)          |                                                                                              | 3:37  |
| 6.  | I'm on One (Produit par Khrysis)                                   | The New Style des Beastie Boys (You Gotta) Fight for Your Right (To Party!) des Beastie Boys | 3:55  |
| 7.  | Wait for You (featuring Kendra Ross – Produit par S1)              |                                                                                              | 3:46  |
| 8.  | Ain't Waiting (featuring Outasight – Produit par 6th Sense)        | Ghettos of the Mind de Pleasure                                                              | 3:58  |
| 9.  | Cold Rain (Produit par Ski Beatz)                                  | Keep My Baby Warm de Charles May et Annette May Thomas                                       | 2:36  |
| 10. | Friends & Family (Produit par E. Jones)                            | Alone Without You de Narada Michael Walden                                                   | 3:58  |
| 11. | Tater Tot (Produit par Nick Speed)                                 |                                                                                              | 2:57  |
| 12. | How You Love Me (featuring Blaq Toven – Produit par Blaq Toven)    |                                                                                              | 4:05  |
| 13. | Uh Oh (featuring Jean Grae – Produit par Oh No)                    | I Know You Got Soul d'Eric B. & Rakim                                                        | 4:16  |
| 14. | Self Savior (featuring Chace Infinite – Produit par Maurice Brown) |                                                                                              | 3:14  |

| 15. | How You Love Me (Live from BK Bowl) (featuring Blaq Toven – Produit par Blaq Toven)   | 3:46 |
| 16. | Go Now (featuring Iron Solomon et Jean Grae – Produit par Patrick « Ty’neg » Mathore) | 4:37 |

| 15. | GMB (Produit par E. Jones) | 5:06 |